# Matthias Müller (Kunsthistoriker)
Matthias Müller (* 1963 in Wuppertal) ist ein deutscher Kunsthistoriker und Hochschullehrer.

## Werdegang
Das Magisterstudium der Kunstgeschichte, Christlichen Archäologie und byzantinischen Kunstgeschichte und Neueren Deutschen Literatur an den Universitäten Marburg, Berlin und Hamburg beendete er 1991 mit der Arbeit „Die Marburger Pfarrkirche St. Marien. Eine Stadtkirche und ihre Architektur als Ort politischer Auseinandersetzung“. 1994/95 war er wissenschaftlicher Volontär am Landesmuseum Koblenz. 1995 wurde er in Marburg zur Zweiturmanlage der Marburger Elisabethkirche promoviert. Bis 2001 war er zunächst Assistent an der Universität Greifswald und nach der Habilitation Privatdozent. Seit 2006 ist Professor für Kunstgeschichte mit Schwerpunkt Mittelalter / Frühe Neuzeit an der Johannes Gutenberg-Universität Mainz.

## Veröffentlichungen (Auswahl)
- Die Marburger Pfarrkirche St. Marien. Eine Stadtkirche und ihre Architektur als Ort politischer Auseinandersetzungen (= Marburger Stadtschriften zur Geschichte und Kultur. Band 34). Marburg 1991.
- Von der Kunst des calvinistischen Bildersturms. Das Werk des Bildhauers Ludwig Juppe in der Marburger Elisabethkirche als bisher unerkanntes Objekt calvinistischer Bildzerstörung (= Marburger Stadtschriften zur Geschichte und Kultur. Band 43). Marburg 1993.
- Der zweitürmige Westbau der Marburger Elisabethkirche. Die Vollendung der Grabeskirche einer „königlichen Frau“. Baugeschichte, Vorbilder, Bedeutung (= Marburger Stadtschriften zur Geschichte und Kultur. Band 60). Marburg 1997.
- Das Schloß als Bild des Fürsten. Herrschaftliche Metaphorik in der Residenzarchitektur des Alten Reichs (1470–1618) (= Historische Semantik. Band 6). Göttingen 2004.
- mit Ernst Badstübner, Gerhard Eimer, Ernst Gierlich (Hrsg.): Licht und Farbe in der mittelalterlichen Backsteinarchitektur des südlichen Ostseeraums (= Studien zur Backsteinarchitektur. Band 7). Berlin 2005.
- mit Stephan Hopp, Norbert Nußbaum (Hrsg.): Stil als Bedeutung in der nordalpinen Renaissance. Wiederentdeckung einer methodischen Nachbarschaft. Regensburg 2008.
- mit Klaus Weschenfelder, Beate Böckem, Ruth Hansmann (Hrsg.): Apelles am Fürstenhof. Facetten der Hofkunst um 1500 im Alten Reich. Ausstellungskatalog. Berlin 2010.
- mit Matthias Untermann, Dethard von Winterfeld (Hrsg.): Der Dom zu Speyer. Konstruktion, Funktion und Rezeption zwischen Salierzeit und Historismus. Darmstadt 2013.
- mit Udo Friedrich, Karl-Heinz Spieß (Hrsg.): Kulturtransfer am Fürstenhof. Höfische Austauschprozesse und ihre Medien im Zeitalter Kaiser Maximilians I. (= Schriften zur Residenzkultur. Band 9). Berlin 2013.
- mit Andreas Tacke, Jens Fachbach (Hrsg.): Hofkünstler und Hofhandwerker in deutschsprachigen Residenzstädten der Vormoderne. Petersberg 2017.
- mit Hauke Horn (Hrsg.) Gotische Architektur am Mittelrhein. Regionale Vernetzung und überregionaler Anspruch (= Phoenix. Mainzer kunstwissenschaftliche Bibliothek. Band 5). Berlin/Boston 2020.
- mit Gerhard Fouquet, Sven Rabeler, Sascha Winter (Hrsg.): Geschichtsbilder in Residenzstädten des späten Mittelalters und der frühen Neuzeit. Präsentationen – Räume – Argumente – Praktiken (= Städteforschung. Band 103). Wien/Köln 2021.